# Rondanina
Rondanina település Olaszországban, Liguria régióban, Genova megyében. Lakosainak száma 63 fő (2023. január 1.). Rondanina Montebruno, Propata, Fascia és Torriglia községekkel határos.

## Népesség
A település lakossága az elmúlt években az alábbi módon változott:
| Lakosok száma | 64   | 60   | 63   |
|               | 2017 | 2018 | 2023 |